# Som Livre
Som Livre est un label discographique brésilien. Il est créé par le Grupo Globo, le plus grand conglomérat médiatique du Brésil et le 14e au monde. L'objectif initial de la société était de publier les bandes originales des telenovelas produites par TV Globo, le diffuseur du groupe. En 2024, le label est détenu par Sony Music.
En 2018, il était considéré comme le label responsable du plus grand nombre de chansons jouées à la radio. Il est le premier au Brésil, parmi les labels, à publier ses archives musicales pour être utilisées comme sonneries de téléphone portable,,, ce qui en fait le plus grand producteur de contenu musical national au Brésil, en tête de la consommation de musique brésilienne en streaming.
En avril 2021, Grupo Globo annonce qu'il était en train de vendre le label à Sony Music Entertainment, la deuxième plus grande entreprise du secteur au niveau mondial. La conclusion de l'achat, qui dépendait de l'approbation du Conseil administratif de la défense économique (CADE), est approuvée le 4 novembre de la même année.

## Histoire
Som Livre est formé en 1969 par le producteur João Araújo (1935–2013) pour développer et commercialiser des bandes sonores de telenovelas produits par TV Globo. João Araújo est le père du chanteur Cazuza (1958-1990), et est le premier Brésilien à remporter un Latin Grammy en 2007, décerné aux personnes ayant apporté une contribution importante à l'enregistrement et à la promotion musicale,.
La première bande-son publiée par Som Livre est O Cafona (1971). Par la suite, d'autres bandes originales mémorables sont produites par des compositeurs et chanteurs brésiliens et publiées par le label : O Bem Amado (Toquinho et Vinícius de Moraes), O Bofe (Roberto Carlos et Erasmo Carlos) ; O Primeiro Amor (Antônio Carlos et Jocafi) ; O Espigão et Corrida do Ouro (Zé Rodrix), Os Ossos do Barão (Paulo Sérgio et Marcos Valle) et O Rebu (Raul Seixas et Paulo Coelho). Jusqu'en 2006, le label s'appelle SIGLA - Sistema Globo de Gravações Audiovisuais Ltda et, dans les années 2000, il possède une filiale au Portugal, qui publie des bandes-son pour les telenovelas de TV Globo, des albums d'artistes brésiliens et des compilations à succès.
En 1974, Som Livre fonde le label SOMA, dans l'objectif d'éditer des disques à des prix plus abordables. Dès lors, d'autres titres sont produits par des compositeurs et chanteurs brésiliens et édités par le label. Le processus de production est réalisé en partenariat avec les réalisateurs et les producteurs des telenovelas.
Ce n'est qu'en 1976 que Som Livre commence à signer des artistes exclusifs tels que Djavan et Rita Lee. En 1988, il est à l'origine du deuxième album le plus vendu au Brésil et de l'album le plus vendu de l'histoire du label, Xou da Xuxa 3. L'album s'est vendu à 3 316 704 exemplaires,,.
Som Livre avait des labels exclusifs, tels que Globo BMG (coentreprise avec BMG Music), Globo Columbia (coentreprise avec Sony Music), Globo Warner (coentreprise avec Warner Music), Globo Discos (qui a existé entre 1987 et 1988), Globo Polydor (coentreprise avec PolyGram), Globo Jive (coentreprise avec Zomba Records/Jive Records), Globo Records (sur le marché international), SIGLA, Soma, et Gala, parmi d'autres.
Dans la première moitié des années 1970, elle est responsable de l'édition de phonogrammes au Brésil pour les labels Sonopresse, Disques Carrère et Disques Trema, entre autres. Ces sorties ont lieu par l'insertion de chansons sur les disques des telenovelas de TV Globo ou sur des albums ou des CD (comme la chanson Les Rois mages de la chanteuse française Sheila, un phonogramme publié par le label Carrère qui est publié en 1971 par Som Livre sur un seul CD et sur la bande-son de la telenovela O Cafona).
En 2016, le label lance Austro Music, consacré à la musique électronique, avec DJ D.I.B, Elefantz, les frères Naza et WAO dans ses rangs. En 2019, Som Livre fête son 50e anniversaire. L'année suivante, le nom Som Livre et sa CNPJ sont supprimés et le projet Uma Só Globo unifie les entreprises du Grupo Globo.
En novembre 2020, Globo annonce que le label Som Livre est à vendre. En avril 2021, Globo annonce avoir conclu un accord pour vendre le label à Sony Music Entertainment. La conclusion de la vente dépend de l'autorisation des organismes de réglementation..